# Falo
Falo est une localité et une commune rurale du Mali, chef-lieu d'arrondissement dans le cercle de Bla et la région de Ségou.

## Géographie
La localité de Falo est située sur la route régionale RR20 (axe Zambougou-Bla) à 61 km à l'ouest du chef-lieu de cercle Bla. La commune rurale s'étend sur la rive droite du Bani qui marque la limite communale au nord et à l'ouest.
| Sanando     | N'Gassola         | Diena                   |
| Gouendo     | Falo              | Tiemena, Niala, Beguené |
| Dolendougou | Diédougou, Konina | Miéna, Kafo Faboli      |

## Villages
La commune rurale s'étend sur 26 villages relevés lors du recensement général de 2009. 
Les villages les plus peuplés sont :
- Falo (5 273 habitants) ;
- Boloma (2 898 habitants) ;
- Tassona (2 696 habitants).

## Population
La population est composée des ethnies : Bambara, Somono, Sarakolé, Minianka, Peul et Bobo. 

## Politique
| Mandat      | Maire élu             | Parti politique |
| ----------- | --------------------- | --------------- |
| 1999 - 2009 | Soungo Mamadou Bouare | Parena, MPR     |
| 2009 - 2016 | Kasoum coulibaly      | MPR             |
| 2016        | Mamourou Bouare       | MPR             |

## Lien
- Plan de sécurité alimentaire de la commune rurale de Falo 2008 2012, Cite Seer.